# Verenigd Koninkrijk op het Eurovisiesongfestival 1996
Het Verenigd Koninkrijk deed in 1996 voor de achtendertigste keer mee aan het Eurovisiesongfestival. De zangeres Gina G was gekozen door de BBC door een nationale finale om het land te vertegenwoordigen.

## Nationale voorselectie
Onder de titel Great British Song Contest 1996 hield het Verenigd Koninkrijk een nationale finale om  het lied te selecteren voor het Eurovisiesongfestival 1996. De nationale finale werd gehouden op 1 maart 1996 en werd gepresenteerd door Nicky Campbell. Er deden acht artiesten mee aan deze nationale selectie.
Na een eerste ronde bleven de 4 beste liedjes over
| Volgorde | Artiest        | Lied                      | Punten  | Plaats |
| -------- | -------------- | ------------------------- | ------- | ------ |
| 1        | Zeitia Massiah | A little love             | 41,105  | 3de    |
| 2        | Code Red       | I gave you everything     | 41,791  | 2de    |
| 3        | Gina G         | Ooh aah just a little bit | 113,576 | 1ste   |
| 4        | Layla          | Find love                 | -       | 4de    |

## In Oslo
In Noorwegen moest het Verenigd Koninkrijk aantreden als tweede, net na Turkije en voor Spanje. Op het einde van de puntentelling bleek dat de zangeres op een achtste plaats was geëindigd met 77 punten.
Ze ontving twee keer het maximum van de punten. 
België had twaalf punten over voor deze inzending en Nederland had geen punten over voor deze inzending.

### Gekregen punten

#### Finale
| 12 punten           | 10 punten               | 8 punten                         | 7 punten  | 6 punten                     |
| ------------------- | ----------------------- | -------------------------------- | --------- | ---------------------------- |
| - België - Portugal |                         | - Frankrijk                      | - Kroatië | - Malta - Slowakije - Zweden |
| 5 punten            | 4 punten                | 3 punten                         | 2 punten  | 1 punt                       |
|                     | - IJsland - Zwitserland | - Ierland - Oostenrijk - Turkije | - Estland | - Cyprus                     |

### Punten gegeven door Verenigd Koninkrijk

#### Finale
Punten gegeven in de finale:
| 12 punten | Cyprus      |
| 10 punten | Estland     |
| 8 punten  | Noorwegen   |
| 7 punten  | Griekenland |
| 6 punten  | Turkije     |
| 5 punten  | België      |
| 4 punten  | Kroatië     |
| 3 punten  | Zwitserland |
| 2 punten  | Portugal    |
| 1 punt    | Frankrijk   |

1957 · 1958 · 1959 · 1960 · 1961 · 1962 · 1963 · 1964 · 1965 · 1966 · 1967 · 1968 · 1969 · 1970 · 1971 · 1972 · 1973 · 1974 · 1975 · 1976 · 1977 · 1978 · 1979 · 1980 · 1981 · 1982 · 1983 · 1984 · 1985 · 1986 · 1987 · 1988 · 1989 · 1990 · 1991 · 1992 · 1993 · 1994 · 1995 · 1996 · 1997 · 1998 · 1999 · 2000 · 2001 · 2002 · 2003 · 2004 · 2005 · 2006 · 2007 · 2008 · 2009 · 2010 · 2011 · 2012 · 2013 · 2014 · 2015 · 2016 · 2017 · 2018 · 2019 · 2020 · 2021 · 2022 · 2023 · 2024 · 2025